# Aérospatiale SA 330 Puma
El Aérospatiale SA 330 Puma es un helicóptero utilitario o de transporte medio, bimotor y con rotor principal de cuatro palas para usos civiles o militares. Fue diseñado en los años 60 y fabricado originalmente por la compañía francesa Sud Aviation y, después de 1970 con la fusión de la empresa con otros fabricantes aeronáuticos de Francia, pasó a ser fabricado por la compañía resultante Aérospatiale. También ha sido fabricado en el Reino Unido por Westland Aircraft y en Rumania por IAR S.A. Brașov.

## Diseño y desarrollo

### Antecedentes
A comienzos de la década de los sesenta, la Sud Aviation comenzó a diseñar y desarrollar un helicóptero equipado con dos turbinas destinado no solo a cumplir las especificaciones del Ejército francés para un transporte táctico y logístico para todo tipo de condiciones atmosféricas, sino también a su utilización por otras fuerzas aéreas.
El diseño de este aparato respondía a las demandas de la ALAT (Aviación Ligera del Ejército de Tierra Francés), que necesitaba un helicóptero de tamaño medio, capaz de operar en todo tipo de clima tanto de día como de noche, para así sustituir a los Piasecki H-21 y los Sikorsky H-34, intensamente empleados en la guerra de Argelia. Como consecuencia de la guerra en Argelia, Francia había incorporado la maniobra helitransportada como una táctica más. Los helicópteros de transporte de la época dejaban que desear en cuanto a potencia, dados sus motores de pistón.
La industria francesa había fabricado bajo licencia helicópteros estadounidenses y empezaba a producir sus primeros diseños propios. El Ejército quería un helicóptero moderno biturbina y con fácil accesibilidad para reparaciones, aerotransportable por un C-160 Transall, robusto y con buena capacidad de carga. Se lanzó el reto a la industria y esta respondió con el diseño del Alouette IV, cuya maqueta a escala real se presentó en la feria aeronáutica de Le Bourget en 1963. En aras de la cooperación con Inglaterra, el nombre se acabaría cambiando a otro que fuera compartido en inglés y francés.
El 15 de abril de 1965, el primero de dos prototipos realizó su primer vuelo. El acuerdo anglo-francés sobre helicópteros (firmado el 2 de abril de 1968) convirtió a la Westland Helicopters de Gran Bretaña en copartícipe en la producción de este aparato. Originariamente proyectado para el servicio en el Ejército francés y en la RAF, esta última solicitó la adaptación del helicóptero para el transporte táctico.
El SA.330 Puma debía satisfacer el requisito del ejército francés de ser un helicóptero todo tiempo, capaz de transportar hasta 20 soldados, así como de realizar diversas funciones de transporte de carga. Esto supuso desarrollar un helicóptero completamente nuevo. El trabajo comenzó en 1963 como se ha indicado, con el apoyo del gobierno francés. Otros seis modelos de preproducción fueron construidos, el último de ellos en 1968. La producción en serie del SA.330B Puma supuso las primeras entregas al Ejército francés a partir de principios de 1969.
La Real Fuerza Aérea buscaba un nuevo helicóptero de transporte táctico que reemplazará al Westland Whirlwind, y tras evaluar el SA.330, decidió comprarlo. Dada la colaboración existente con Francia, se eligió al Puma en 1967 y se firmó un acuerdo de producción en 1968 entre Sud Aviation y Westland, que ya colaboraba en otros proyectos.

### Diseño
El fuselaje del SA.330 Puma, como se denominó a este aparato, es una estructura semimonocasco íntegramente de metal, con la planta motriz montada externamente encima del casco del fuselaje y delante del emplazamiento del rotor principal. El rotor es impulsado por medio de una caja principal de transmisión, con dos engranajes cilíndricos rectos para adaptar la energía de los dos motores turboeje a un eje impulsor simple. En la eventualidad de que un motor falle, el motor restante continúa impulsando el rotor, y en caso de que ambos motores fallen, el rotor principal autogiratorio continúa impulsando los arranques auxiliares del eje del rotor de cola, el alternador, las bombas hidráulicas y el ventilador. La viga de cola, que lleva un rotor de cola de cinco palas con el eje de giro a estribor y un estabilizador horizontal a babor, es una continuación monocasco del fuselaje de popa. Al principio, las palas del rotor principal estaban construidas en aleaciones ligeras, pero en las unidades fabricadas a partir de 1976, las palas estaban compuestas de fibra de carbono y estructura en panal de abeja, con bordes de ataque anti abrasivos de acero inoxidable. El tren de aterrizaje es del tipo triciclo semirreplegable, con dos ruedas en cada pata.
Hubo algunos cambios en la planta motriz: los primeros SA 330B para el Ejército y las Fuerzas Aéreas de Francia, y los SA 330E para la Real Fuerza Aérea británica estaban equipados con turboeje Turmo III C4 con una potencia de 1328 hp en el despegue; y las versiones militares para exportación SA 330/H, que volaron por primera vez en septiembre de 1968, tenían originariamente motores Turmo IVC de 1575 hp, que incluían anticongelantes en las tomas de aire del motor.
Las primeras versiones civiles SA 330F/G tenían motores Turmo IVA de 1435 hp como el que voló por primera vez el 26 de septiembre de 1969 y los que fueron entregados desde finales de 1970; pero, lo mismo que el SA 330H, a partir de finales de 1973 el SA 330G adquirió motores Turmo IVC, planta motriz que se instala también en los helicópteros SA 330J (civil) y SA 330L (militar), introducidos en 1976.
El SA 330J tiene acomodo para una tripulación normal de dos personas en el compartimiento de pilotaje, y la cabina puede llevar 8, 9 o 12 vip, o bien 20 pasajeros en una disposición de gran densidad, con un lavabo y compartimiento para equipaje en la parte posterior de la cabina. Equipado con aparatos térmicos anti-hielo en las palas del rotor principal y anticongelantes térmicos en las palas del rotor de cola, tomas especiales y radar meteorológico, el SA 330 puede volar en todas las condiciones atmosféricas.
La producción del SA 330 Puma por parte de Aérospatiale cesó en 1987, habiendo fabricado 692 unidades. El Puma fue reemplazado por una versión mejorada, el AS 332 Super Puma, con ahora su nombre actual, el Airbus Helicopters H215.

## Componentes del SA 330J
Francia

### Propulsión
| Sistema | País               | Fabricante | Notas        |
| ------- | ------------------ | ---------- | ------------ |
| Motor   | Bandera de Francia | Turbomeca  | 2× Turmo IVC |

## Historia operacional

### Argentina
A finales de la década de 1970, la Aviación del Ejército destinó al Batallón de Aviación de Combate 601 los 9 SA.330L Puma comprados en Francia. Junto a los CH-47C Chinook y a los UH-1H, daban al Ejército Argentino una capacidad de aeromovilidad de las más grandes en Suramérica.
La Prefectura Naval Argentina compró en 1980 tres SA 330L destinados a búsqueda y rescate (SAR), patrulla marítima y servicio logístico.
En el año 1982 se desplegaron en las Islas Malvinas 9 Bell UH-1H, 5 AS 330L Puma, 3 A-109 Hirundo y 2 CH-47C Chinook. Los Puma realizaron tareas de aprovisionamiento y transporte de tropas.
- Un Puma (AE504) fue derribado el 3 de abril de 1982 en Georgias del Sur, cuando aterrizaba cerca del edificio del Hospital Shackleton fue alcanzado por fuego de armas ligeras.
- El 9 de mayo fue derribado por un misil Sea Dart el AE-505 y dañado el AE-508.
- El 21 de mayo fue destruido el AE-501 en tierra por un ataque de aviones Harrier.
- El 22 de mayo, el AE-503 se estrelló contra el suelo al evadirse de una patrulla de Sea Harrier. En la misma acción es destruido por los Sea Harrier el AE-500.
- El AE-508 fue derribado por un misil Stinger el 30 de mayo.

 
La Prefectura Naval perdió un Puma (PA-12) en Malvinas, al ser alcanzado por el cañoneo de la flota británica. Tras la guerra, los británicos lo repararon y lo convirtieron a la versión HC Mk1. 
Fue destinado al 22 Sqdn. de la RAF, que le asignó la matrícula ZE-446.

### España
El Ejército del Aire recibió los dos primeros SA 330L en 1974. Posteriormente, en 1975, llega un tercer aparato y en 1978 otros dos helicópteros más.
Los 5 helicópteros SA 330 fueron asignados al 803 Escuadrón de Cuatro Vientos, para misiones SAR y de hecho estaban adscritos a la Subsecretaría de Aviación Civil. Posteriormente se creó el 402 Escuadrón de transporte vip con base en Barajas, que recibió cuatro Puma, ya que uno se había perdido en accidente. En 1984 se asignaron al 801 Escuadrón en la Base Aérea de Son San Juan, para realizar misiones de Búsqueda y Salvamento en el área mediterránea. En 1983 se compraron cinco SA 330 adicionales, que en 2008 fueron complementados con dos SA 330J Super Puma civiles comprados de segunda mano.

### Francia
Francia adquirió 153 helicópteros SA 330B, empleados por el ALAT (Aviation Légere de l'Armée de Terre). El 19 de junio de 1970 se declaró operativa la primera escuadrilla equipada totalmente con SA 330B (10 helicópteros). De octubre de 1972 a mayo de 1975, dos Puma del ALAT fueron prestados al Ejército del Aire.
Un cañón M621 GIAT de 20 mm fue probado como armamento en 1973, estando varios helicópteros preparados para su uso. Para autoprotección se instaló un afuste para una ametralladora AANF1 de calibre 7,62 mm, años después se instalaron afustes para dos ametralladoras de calibre 7,62 mm, una en cada puerta de carga.
El primer despliegue en operaciones de combate tuvo lugar en 1979, cuatro SA 330B se asignaron a la Operación Barracuda. Los helicópteros transportaron un equipo de asalto francés a la sede del gobierno del Imperio Centroafricano, donde extrajeron valioso material diplomático y político que llevaron a la embajada francesa.
Los Puma franceses participaron en operaciones bajo mandato de la ONU (FORPRONU en ex-Yugoslavia y APRONUC en Camboya). También entraron en acción en operaciones militares francesas. Los Puma apoyaron a las tropas francesas de la IFOR de 1995 a 1996. Años después sirvieron con la KFOR (Kosovo Force) de 1999 a 2010, bajo mandato OTAN. En la Guerra del Golfo fueron destinados a Arabia Saudita de octubre de 1990 a abril de 1991, siendo pintadas 3 bandas blancas alrededor de la cola. Los SA 330B también se asignaron a EUFOR, de enero de 2008 a abril de 2009.
Además de operaciones de ayuda humanitaria y transporte en la ex-Yugoeslavia se realizaron otras. En abril de 1994, un Puma francés realizó la extracción nocturna de un equipo SAS británico que había rescatado al piloto de Sea Harrier derribado en territoria hostil. En 1999, la inserción de dos compañías de paracaidistas franceses fue realizada por 20 SA 330B Puma para que la OTAN estableciera una cabeza de puente en Mitrovica. En 2010, el nuevo helicóptero NH90 comenzó a reemplazar a los SA.330B. Pero en 2016, al menos 20 SA 330B seguían en servicio. Así, dos SA 330B del Escadron d'Hélicoptères 1/67 'Pyrénées (EH 1/60) se unieron en 2014 a la Operación Barkhane en el Sahel.
Durante años, el SA.330 fue empleado como transporte vip para transportar al presidente del país. Años después fue reemplazado por el AS 332 Super Puma.

### Líbano
A pesar de estar en medio de una guerra civil, en 1980 se compraron 6 SA 330, a los que siguieron otros 6 en 1984. Los SA 330 realizaron misiones de transporte, hasta que acabaron almacenados.
Finalizada la guerra, Emiratos donó 9 IAR.330. A ellos se unieron tres de los SA 330 originales, que fueron recuperados. Los helicópteros forman la Novena Escuadrilla. Ante la necesidad de mayor potencia de fuego, localmente se creó un kit de armamento, consistente en lanzacohetes y un cañón de 30 mm tomados de un Hawker Hunter retirado. Este kit parece haber sido empleado en combate contra milicias islamistas sirias que habían cruzado la frontera.

### Marruecos
En 1974, Marruecos compró 40 helicópteros Puma. Los SA 330 marroquíes fueron empleados intensivamente en la lucha contra el Frente Polisario en el Sáhara Occidental. En 2007, un total de 25 Puma se modernizaron.

### Portugal
En 1970, la Força Aérea Portuguesa compró 13 helicópteros SA 330 Puma, debido a la necesidad de transporte aéreo en la Guerra do Ultramar. Los 18/20 soldados que podía llevar un solo SA 330 era una mejora respecto a los 5 del Alouette III.
Seis SA 330 se destinaron a Mozambique, y el resto fue a Angola. Las Fuerzas Especiales los usaron mucho en Angola, en emboscadas a las guerrillas en la frontera con Congo y Zambia. También realizaron misiones de evacuación médica y apoyo logístico.
Después del fin de la guerra en África, fueron modificados varias veces: algunos fueron convertidos a misiones SAR, equipándolos con radar Omera ORB-31, equipos de navegación y motores Makila.

### Reino Unido
Los primeros Puma de la Real Fuerza Aérea llegaron en enero de 1971, formándose el primer escuadrón operacional (33 Squadron) ese mismo año. La RAF compró un total de 48 Puma HC Mk1, fabricados localmente por Westland, para reemplazar sus Westland Whirlwind HC.Mk 10. A ellos se unió el SA 330J de la Prefectura Naval argentina capturado en Malvinas. Además de misiones de transporte, los Puma fueron empleados por las fuerzas especiales en diversas ocasiones.
Los Puma de la RAF se desplegaron en Odiham (33 Squadron y 240 OCU), Gutersloh (230 Squadron) y Belice (No. 1563 Flight RAF). En Irlanda del Norte, un destacamento se basó en Aldergrove. En 1994, el 230 Squadron fue trasladado a Aldergrove para tener una presencia permanente y reforzar al 72 Squadron equipado con Westland Wessex. En 2009, el 230 Squadron se mudó a Benson, junto al 33 Squadron anteriormente basado en Odiham.
Los SA 330E de la Real Fuerza Aérea han sido desplegados en operaciones en Venezuela, Irak, ex-Yugoslavia y Zaire. También con frecuencia han participado en misiones humanitarias y de mantenimiento de la paz. El primer despliegue importante sucedió en 1980, cuando un destacamento de helicópteros Puma fue enviado a Rodesia.
El Puma fue asignado a la Operación Granby en 1991, la aportación británica a liberar Kuwait. Una fuerza conjunta de Puma del 230 y 33 Squadron ayudaron al despliegue de tropas para evitar que los iraquíes saboteasen el campo petrolífero de Rumaila. Entre 2003 y 2009, los Puma fueron usados para proporcionar movilidad a las tropas británicas en Irak. Para reforzarse, la RAF compró seis SA 330L a Sudáfrica en 2002. Las condiciones de Afganistán desaconsejaron desplegar los Puma de la RAF.
Después de muchos años de dudas, finalmente las necesidades operativas en Irak y Afganistán llevaron a la RAF a actualizar 24 helicópteros Puma a la versión HC.Mk 2. con nueva aviónica y motores Makila 1A1 más potentes, que le permiten volar más tiempo, a mayor altitud y transportando más peso.

### Rumania
Los IAR.330 es son la versión rumana del SA 330 Puma, fabricado por IAR Brașov bajo licencia. A pesar de ser miembro del Pacto de Varsovia, Rumania buscaba un poco de independencia de la URSS. En lugar de comprar diseños soviéticos, se compró una licencia para fabricar el IAR.330 en 1974. El primer helicóptero voló el 22 de octubre de 1975. Se construyeron al menos 163 helicópteros, de los cuales 104 fueron asignados al Ejército de Rumania, 2 se los quedó el fabricante y 57 fueron producidos para la exportación. Entre los ejemplares de exportación se cuentan los 50 aparatos que Sudáfrica recibió, a pesar del embargo internacional, para construir sus helicópteros Oryx.
Rumania creó una versión de búsqueda y rescate (SAR), equipada con flotadores inflables. Se actualizaron 24 helicópteros a IAR 330 SOCAT, convirtiéndolo en un helicóptero con capacidad antitanque y de apoyo, en cooperación con Elbit.

### Sudáfrica
Después de Francia, el principal usuario del SA 330 fue Sudáfrica, que además fue el primer comprador extranjero. En total, 67 helicópteros SA 330 Puma llegaron a partir de 1970. A ellos hay que añadir cuatro aparatos civiles. Los Puma fueron intensamente empleados desde 1972 a 1988 en Angola. En 1997 fueron retirados. Cinco SA 330 se perdieron en combate en Angola y otros cuatro en accidentes.
Tanto Rodesia como Sudáfrica pusieron sus ojos en el SA 330 Puma ante la incipiente guerra de guerrillas que vivían y el ejemplo portugués en el empleo de helicópteros. Inicialmente la South African Air Force (SAAF) compró veinte SA 330C con motores Turmo IV de mayor potencia. Uno de los helicópteros de destinó a transporte vip. En 1975 se compró un lote adicional de 18 helicópteros SA 330H, equipados con motores Turmo IVA. Muchos de los Puma de este lote fueron luego llevados a la versión SA 330L gracias a la ayuda de la compañía rumana IAR. Ante la inminencia del embargo, en 1977 se compró otro lote de 29 helicópteros SA 330L. Años después se modernizarían localmente en Sudáfrica a la versión SA 330H, lo que fue aprovechado para a su vez llevar alguno de los SA 330C a la versión SA 330L. Cualquier oportunidad era aprovechada por la SAAF para modernizar sus helicópteros, dada la acuciante necesidad.
La guerra en Angola llevó a equipar a los Puma con ametralladoras MAG de 7,62 mm, Browning de 12,7 mm e incluso el cañón de 20 mm en la puerta, siguiendo el modelo francés. Ante la necesidad de mayor potencia de fuego para las operaciones en Angola, en 1986 el modelo local Atlas XTP-1 Beta se creó para ensayar una versión armada del Puma, equipada con alerones laterales y bajo el morro un cañón Kentron TC-20 de 20 mm. El prototipo podía disparar cohetes de 68 mm, misiles antitanque o aire-aire. Gracias a las transferencias tecnológicas realizadas por Francia, Estados Unidos y principalmente Israel, Sudáfrica adquirió así la tecnología necesaria para la construcción y producción de su propio helicóptero de ataque basado en el SA 330. El primer prototipo voló en 1986, pero los aparatos de serie llegarían demasiado tarde para intervenir en Namibia y Angola. El helicóptero resultante fue el actual Denel AH-2 Rooivalk, previamente Atlas CSH-2, que traba de incorporar las experiencias adquiridas en la Guerra de la Frontera.
Fruto del ensayo con el helicóptero de ataque, en 1986 Armscor adquirió de forma clandestina motores Makila, ya probados en Europa en la versión SA 330R que llevó al Super Puma. Con la cooperación de Aérospatiale, Portugal y Rumanía, la compañía Armscor acordó pagar la modernización de los Puma de Portugal con motores Makila 1A. A cambio, Aérospatiale suministró los mismos kits de modernización a Armscor que había entregado a Portugal. La otra parte del trato era que IAR suministrara 50 fuselajes de Puma. IAR fue elegida ya que fabricaba los componentes en fibra de carbono y la discreción quedaba asegurada. El Oryx fue así la versión local del Puma, en realidad una variante del Super Puma, cuyo primer vuelo tuvo lugar en 1986. De este modo, la SAAF pudo obtener las mejoras que buscaba en prestaciones de sus helicópteros SA.330.

## Variantes

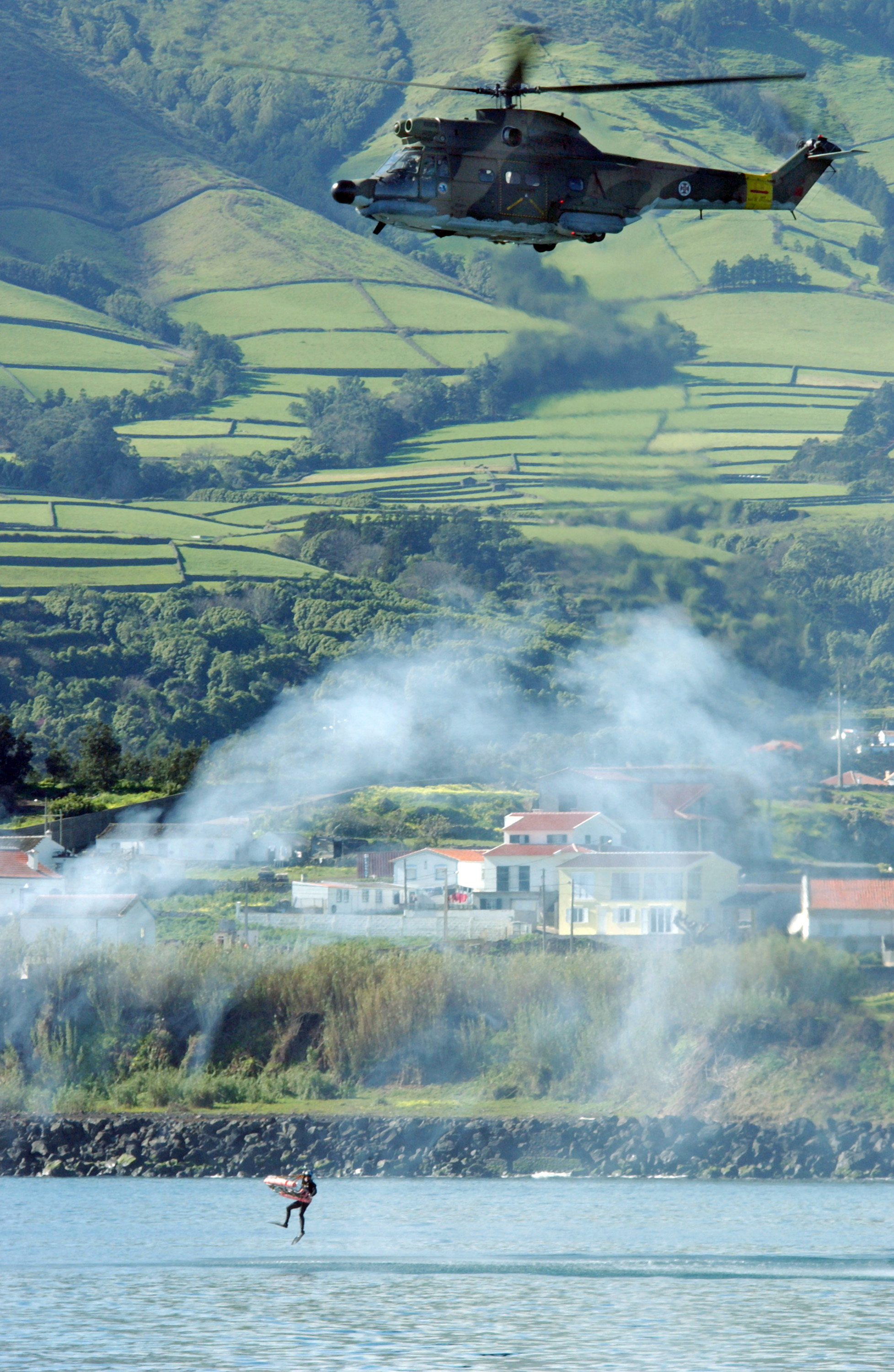
Puma de la Fuerza Aérea portuguesa durante un ejercicio de recuperación del Transbordador STS en la Base aérea de Lajes, Azores, en 2004.

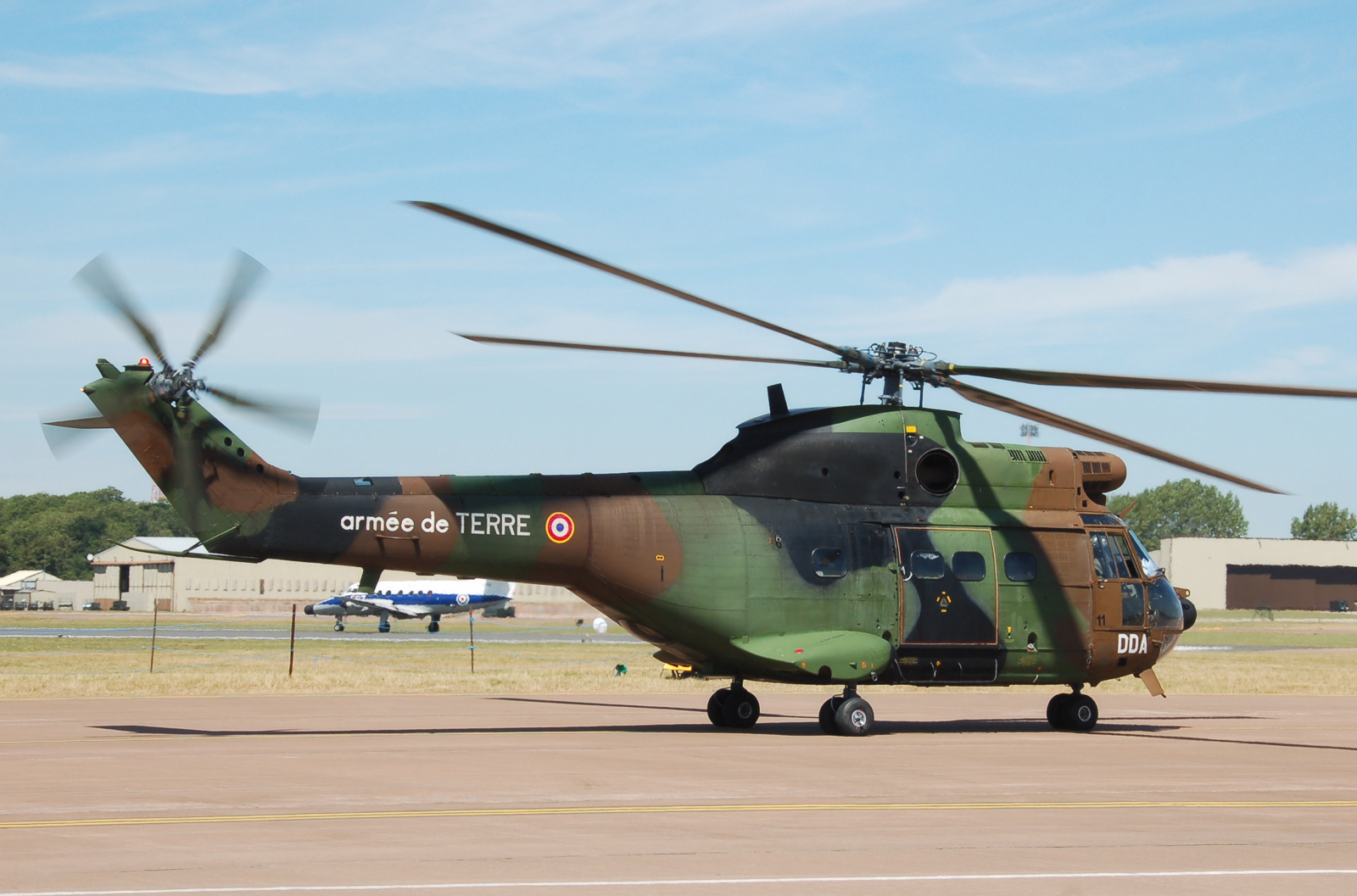
Puma del Ejército francés en el RIAT 2010.

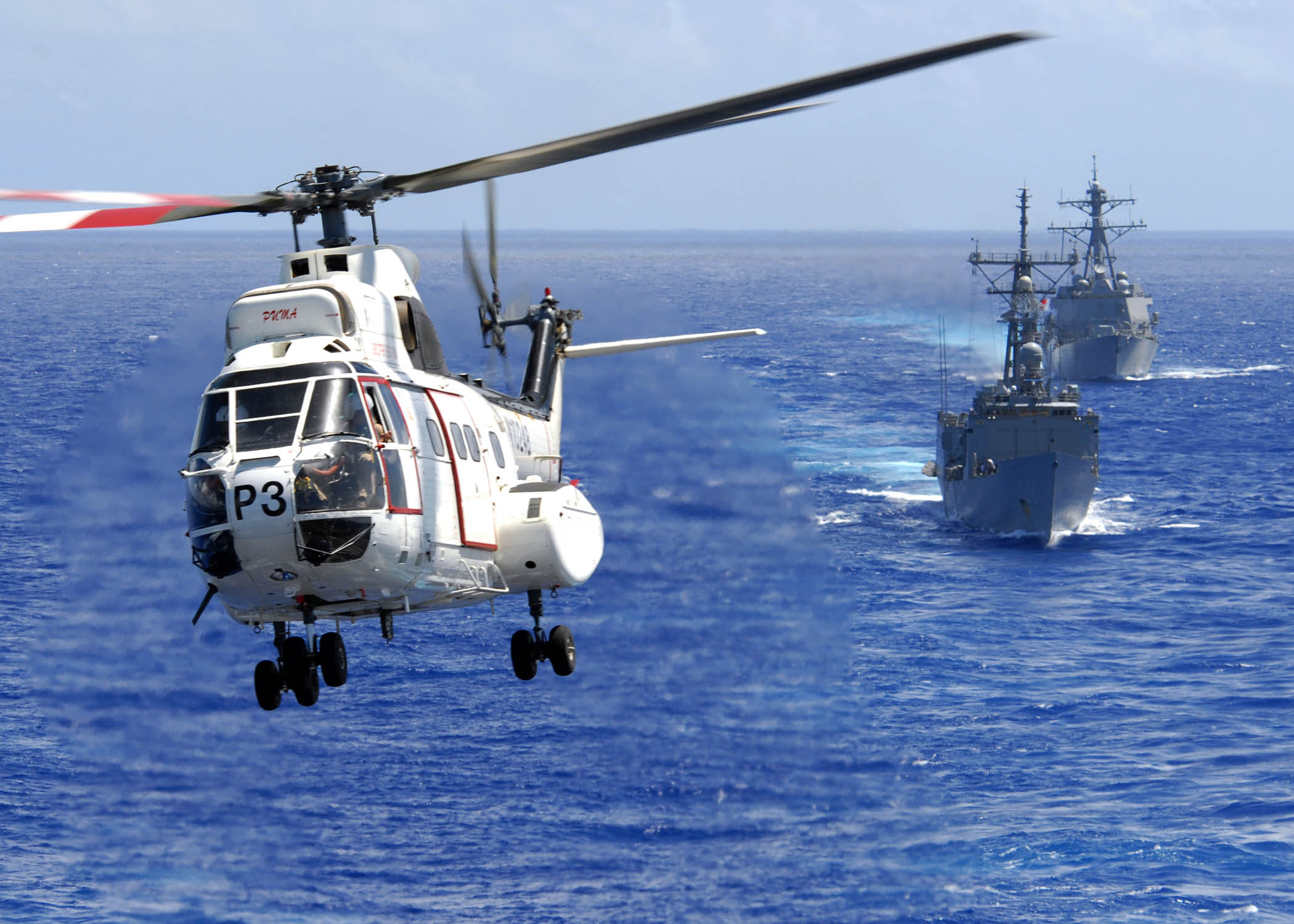
Un SA 330J Puma.

### Versiones de Aérospatiale
SA 330A
Prototipos, llamados originalmente "Alouette IV".
SA 330B
Versión de producción inicial para el ALAT. Propulsada por motores Turbomeca Turmo IIIC4 de 884 kW (1185 hp). 132 comprados por Francia.
SA 330 Orchidée
SA.330 modificado para llevar el sistema de radar de vigilancia del campo de batalla Orchidée con una antena giratoria bajo el fuselaje, para el Ejército francés. Se construyó un demostrador, volando en 1986. El programa Orchidée fue cancelado en 1990, pero el prototipo fue apresuradamente puesto en servicio en 1991 para servir en la Guerra del Golfo, llevando a la producción de un sistema similar basado en el Eurocopter Cougar.
SA 330C
Versión inicial de producción para la exportación. Propulsada por motores Turbomeca Turmo IVB de 1044 kW (1400hp).
SA 330E
Versión producida por Westland Helicopters para la RAF, bajo la designación Puma HC.Mk 1.
SA 330F
Versión inicial de producción para la exportación con motores turboeje Turbomeca Turmo IIIC4.
SA 330G
Versión civil mejorada con motores Turbomeca Turmo IVC de 1175 kW (1575 hp).
SA 330H
Versión mejorada del Ejército francés y de exportación con motores Turbomeca Turmo IVC y palas del rotor principal de materiales compuestos. Designado SA 330Ba por la Fuerza Aérea francesa. Todos los SA 330B supervivientes del Ejército francés fueron convertidos a este estándar.
SA 330J
Versión de transporte civil mejorada con palas del rotor de materiales compuestos y mayor peso máximo al despegue.
SA 330L
Versión mejorada para condiciones "alto y caliente". Equivalente militar del SA 330J civil.
SA 330S
Versión mejorada del SA.330L (ellos mismos convertidos desde SA.330C) para la Fuerza Aérea portuguesa. Propulsada por motores Turbomeca Makila.
SA 330SM
Versión convertida libanesa artillada montándole en soportes reforzados de movimiento lateral un único cañón revólver ADEN Mk 4/5 de 30 mm en un contenedor modificado y un par de lanzadores de cohetes SNEB de 68 mm a cada lado.
SA 330Z
Prototipo con rotor de cola tipo "fenestron".
SA 331 Puma Makila
Bancada motora para la serie AS.332 Super Puma, propulsada por dos motores Turbomeca Makila.

### Versiones por otros fabricantes
Atlas Aircraft Corporation Oryx
SA 330 Puma refabricados y mejorados, construidos para la Fuerza Aérea sudafricana.
IPTN NAS 330J
Versión que fue ensamblada por IPTN de Indonesia bajo la designación local NAS 330J y la de Aérospatiale, SA 330J. Se produjeron once unidades.
IAR 330
Versión bajo licencia del SA 330 Puma, fabricada por Industria Aeronautică Română de Rumania. Designada como SA 330L por Aérospatiale.
IAR-330 Puma SOCAT
24 ejemplares modificados para la guerra contracarro.
IAR-330 Puma Naval
3 ejemplares modificados para la Armada rumana, usando aviónica SOCAT.
Westland Puma HC.Mk 1
Equivalente del SA 330E ensamblado por Westland Helicopters para la RAF, primer vuelo el 25 de noviembre de 1970. Varias similitudes con el SA 330B empleado por las Fuerzas Armadas francesas. La RAF emitió una orden inicial por 40 Puma en 1967, solicitando otros ocho ejemplares para cubrir bajas en 1979.
Westland Puma HC Mk 2
Puma HC.Mk 1 modificados, total de 24 ejemplares mejorados con motores Turbomeca Makila 1A1 más potentes, cabina de cristal y nueva aviónica, comunicaciones seguras y equipo de auto protección mejorado.

## Operadores

### Militares
Alemania
- Bundespolizei

 Argelia
- Fuerza Aérea de Argelia

 Argentina

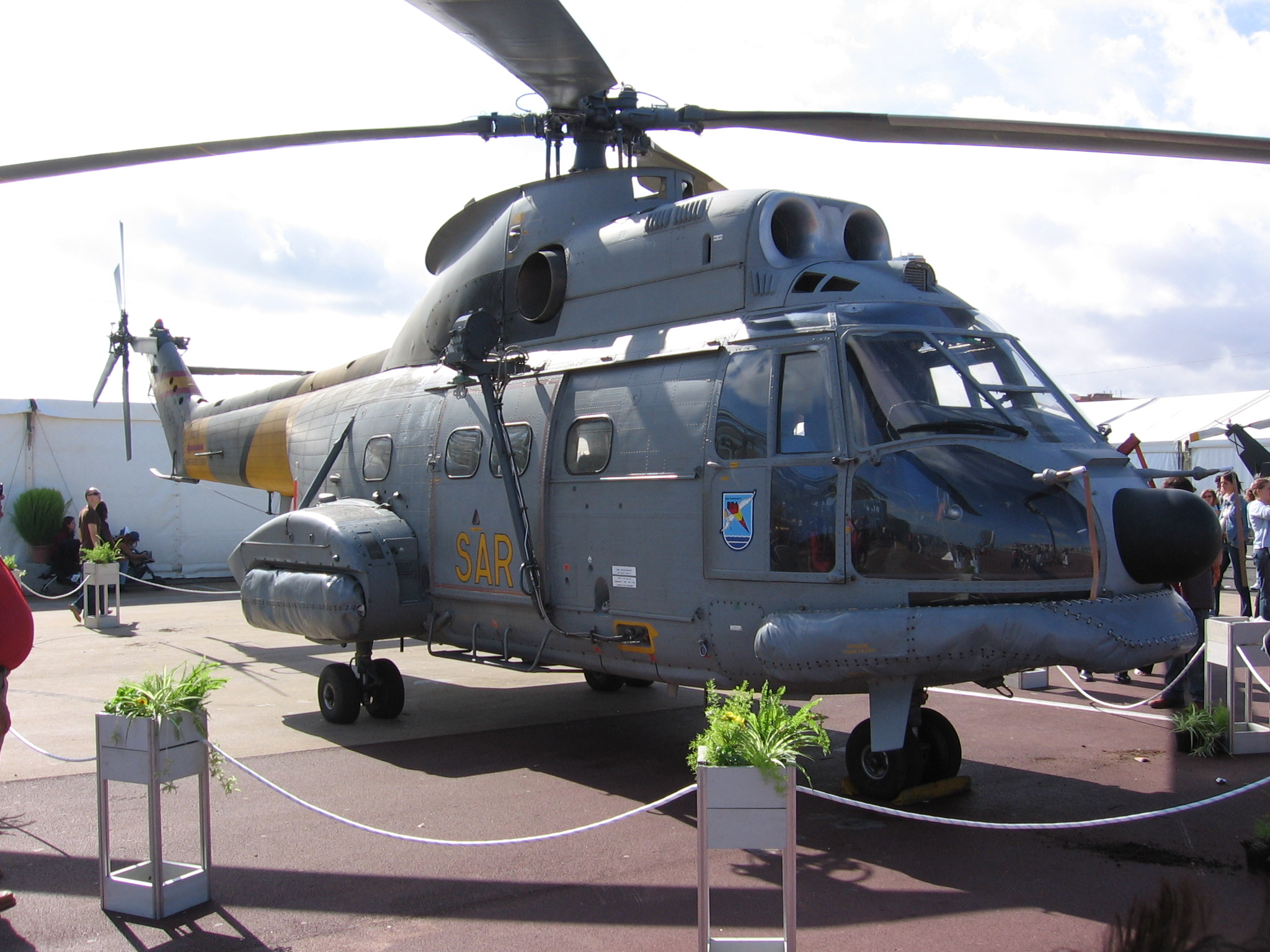
Aérospatiale Puma del Escuadrón 801 del Ejército del Aire de España.

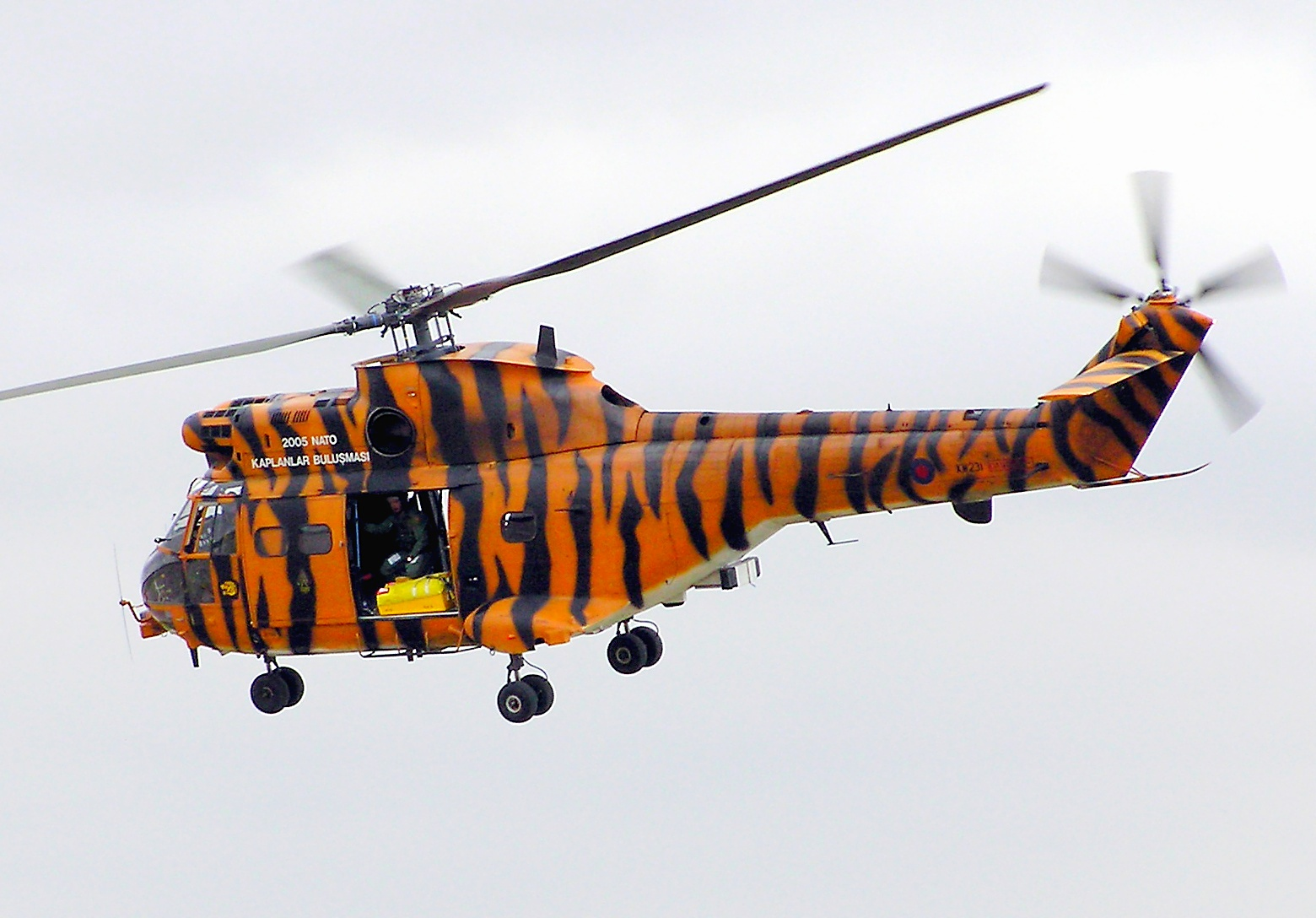
Westland Puma HC1 de la Real Fuerza Aérea.

- Prefectura Naval Argentina: adquirió 3 SA.330J; el PA-11, que se perdió en el 2001 a causa de un accidente (murieron sus tripulantes), fue reemplazado por otro de su misma categoría (SA.330L) y nombrado PA-11; el PA-12 fue atacado en tierra y luego fue capturado en la Guerra de las Malvinas (fue capturado junto a un CH-47C (AE-520), actualizado por Westland Aircraft a la versión HC Mk 1 y utilizado por el Royal Army en 2006-2007 en operaciones en Irak), y el PA-13, que esta activo y actualizado a la versión AS 332 Super Puma.
- Ejército Argentino: ex operador, uno como monumento en el distrito de Malvinas Argentinas, operó 5 ejemplares y uno (AE-501) fue destruido por fuego enemigo en tierra en Malvinas, junto a un CH-47C (AE-521) y un UH-1H (AE-418), que luego se pudo utilizar, ya que tuvo daños menores.
- Fuerza de Paz Binacional Cruz del Sur

 Bélgica
- Policía

 Bolivia
4 helicópteros donados por el gobierno venezolano en préstamo y finalmente cedidos a plenitud en el 2009, 1 perdido en un accidente.
 Brasil
 Camboya
 Camerún
 Chile
- Ejército de Chile: 3 ejemplares.
- Fuerza de Paz Binacional Cruz del Sur

 Costa de Marfil
 Ecuador
 Emiratos Árabes Unidos
 Eslovenia
 España
 Etiopía
 Filipinas
- Fuerza Aérea de Filipinas

 Francia
 Gabón
 Gambia
 Guinea
1 helicóptero.
 Indonesia
 Irak
 Irán
 Irlanda
 Kenia
 Kuwait
 Líbano
10 helicópteros donados por los Emiratos Árabes Unidos.
 Malaui
 Marruecos
 México
 Nepal
 Nigeria
 Pakistán
 Portugal
 Reino Unido
- Real Fuerza Aérea: la RAF encargó 48 Puma HC Mk 1 y además recibió un SA.330J capturado a la Prefectura Naval Argentina en la Guerra de las Malvinas,[12] y 6 SA.330L adquiridos a Sudáfrica en 2002.[13]

 República Democrática del Congo
 Rumania
Construidos bajo licencia con la designación IAR 330.
 Sudáfrica
- Fuerza Aérea Sudafricana

 Sudán
 Togo
 Venezuela

## Especificaciones (SA 330J Puma)

### Características generales
- Tripulación: Tres
- Capacidad: 8/20 pasajeros
- Longitud: 18,2 m (59,5 ft)
- Diámetro rotor principal: 15 m (49,2 ft)
- Altura: 5,1 m (16,9 ft)
- Peso vacío: 3766 kg (8300,3 lb)
- Peso máximo al despegue: 7400 kg (16 309,6 lb)
- Planta motriz: 2× turboeje Turmo IVC.
  - Empuje normal: 1175 kN (119 815 kgf; 264 152 lbf) de empuje cada uno.

### Rendimiento
- Velocidad máxima operativa (Vno): 258 km/h (160 MPH; 139 kt)
- Alcance: 550 km (297 nmi; 342 mi)
- Radio de acción:  572
- Techo de vuelo: 4800 m (15 748 ft)

## Aeronaves relacionadas

### Desarrollos relacionados
- Atlas Oryx
- Denel AH-2 Rooivalk
- Eurocopter AS332 Super Puma
- Eurocopter AS 532 Cougar
- Eurocopter EC225 Super Puma
- Eurocopter EC725 Super Cougar

### Aeronaves similares
- Sikorsky SH-3 Sea King
- Mil Mi-8
- Mil Mi-17

### Secuencias de designación
- Secuencia SA._ (interna de Sud Aviation): ← SA.318 Alouette II - SA.319 Alouette III - SA.321 Super Frelon - SA.330 Puma - SA.340/341/342 Gazelle - AS.350 Écureuil - AS.355 Ecureuil 2 →
- Secuencia Z._ (Helicópteros del Ejército del Aire español, 1954-1978): ← Z.16 - Z.17 - Z.18 - Z.19 - Z.20
- Secuencia H._ (Helicópteros del Ejército del Aire español, 1978-presente): ← HD/HE.16 - HT.17 - HU.18 - HT/HD.19 - HE.20 - HU/HD/HT.21 - HU.22 →